# Louisiadmyzomela
Louisiadmyzomela (Myzomela albigula) är en fågel i familjen honungsfåglar inom ordningen tättingar.

## Utbredning och systematik
Louisiadmyzomela förekommer i Louisiaderna och delas in i två underarter med följande utbredning:
- M. a. albigula – Rossel
- M. a. pallidior – Misima, Bonvouloir och Panaete

## Status
IUCN anser att det råder kunskapsbrist om artens hotstatus.